# Mount Adamson
Mount Adamson är ett berg i Antarktis. Det ligger i Östantarktis. Nya Zeeland gör anspråk på området. Toppen på Mount Adamson är 3 400 meter över havet.
Terrängen runt Mount Adamson är bergig åt nordost, men åt sydväst enbart kuperad. Trakten är obefolkad utan några samhällen i närheten. 